# Euroscaptor longirostris
Euroscaptor longirostris là một loài động vật có vú trong họ Talpidae, bộ Soricomorpha. Loài này được Milne-Edwards mô tả năm 1870.